# Водний термометр
Водний термометр — гідрометеорологічний прилад, який застосовується для вимірювання температури води у водоймах контактним способом. Діапазон вимірювання спеціальних гідрометричних термометрів коливається від +40° до — 0,05°. Точніші вимірювання здійснюються мікротермометром.

## Будова
Цей термометр складається з ртутного термометра із поділками через 0,2°, металевої оправи з прорізами для відліку температури і резервуара з отворами, через які до нього потрапляє вода. Резервуар з водою дає змогу зробити вимірювання тієї температури води, в яку було занурено прилад.

## Використання
Термометр занурюють у воду на глибину не менш як 0,5 м від поверхні води на строк 5-8 хвилин. Температуру записують з точністю до 0,1°.

## Виробництво
- ПАТ «Склоприлад»[1]
- ВАТ «Термоприлад»